# Rossioglossum
Genre
Rossioglossum est un genre d'orchidées épiphytes, comprenant une dizaine d'espèces originaires d'Amérique centrale.

## Synonymes
- Chelyorchis Dressler & N. H. Williams
- Ticoglossum Lucas Rodr. ex Halb.
- Odontoglossum sect. Rossioglossum Schltr.

## Étymologie
Le nom Rossioglossum a été formé à partir du nom de John Ross, collectionneur anglais d'orchidées au Mexique.

## Liste d'espèces
- Rossioglossum ampliatum (Lindl.) M.W.Chase & N.H.Williams - du Guatemala au Venezuela et au Pérou
- Rossioglossum grande (Lindl.) Garay & G.C.Kenn. - Chiapas, Guatemala, El Salvador, Costa Rica
- Rossioglossum hagsaterianum Soto Arenas - Nayarit, Jalisco
- Rossioglossum insleayi (Baker ex Lindl.) Garay & G.C.Kenn. -  Mexique, de Jalisco à Oaxaca
- Rossioglossum krameri (Rchb.f.) M.W.Chase & N.H.Williams - Nicaragua, Costa Rica, Panama
- Rossioglossum oerstedii (Rchb.f.) M.W.Chase & N.H.Williams - Costa Rica, Panama
- Rossioglossum schlieperianum (Rchb.f.) Garay & G.C.Kenn. - Guatemala, El Salvador, Costa Rica, Panama
- Rossioglossum splendens (Rchb.f.) Garay & G.C.Kenn. - Oaxaca
- Rossioglossum williamsianum (Rchb.f.) Garay & G.C.Kenn - Chiapas, Guatemala, Honduras